# Linha Verde do Metropolitano de Lisboa
A Linha Verde ou Linha da Caravela é uma das quatro linhas do Metropolitano de Lisboa, em Portugal. Tem cerca de nove quilómetros de comprimento e conta com 13 estações, servindo um eixo que atravessa a cidade desde a beira-rio, no Cais do Sodré, até Telheiras, seguindo maioritariamente paralela às avenidas Almirante Reis e de Roma.

## Características
Conta com um ramal de serviço com 316 m para ligação à Linha Azul, que entronca imediatamente a sul da estação comum Baixa-Chiado, bem como de outros semelhantes: na estação Campo Grande (Linha Amarela) e na estação Alameda (Linha Vermelha).[carece de fontes?]

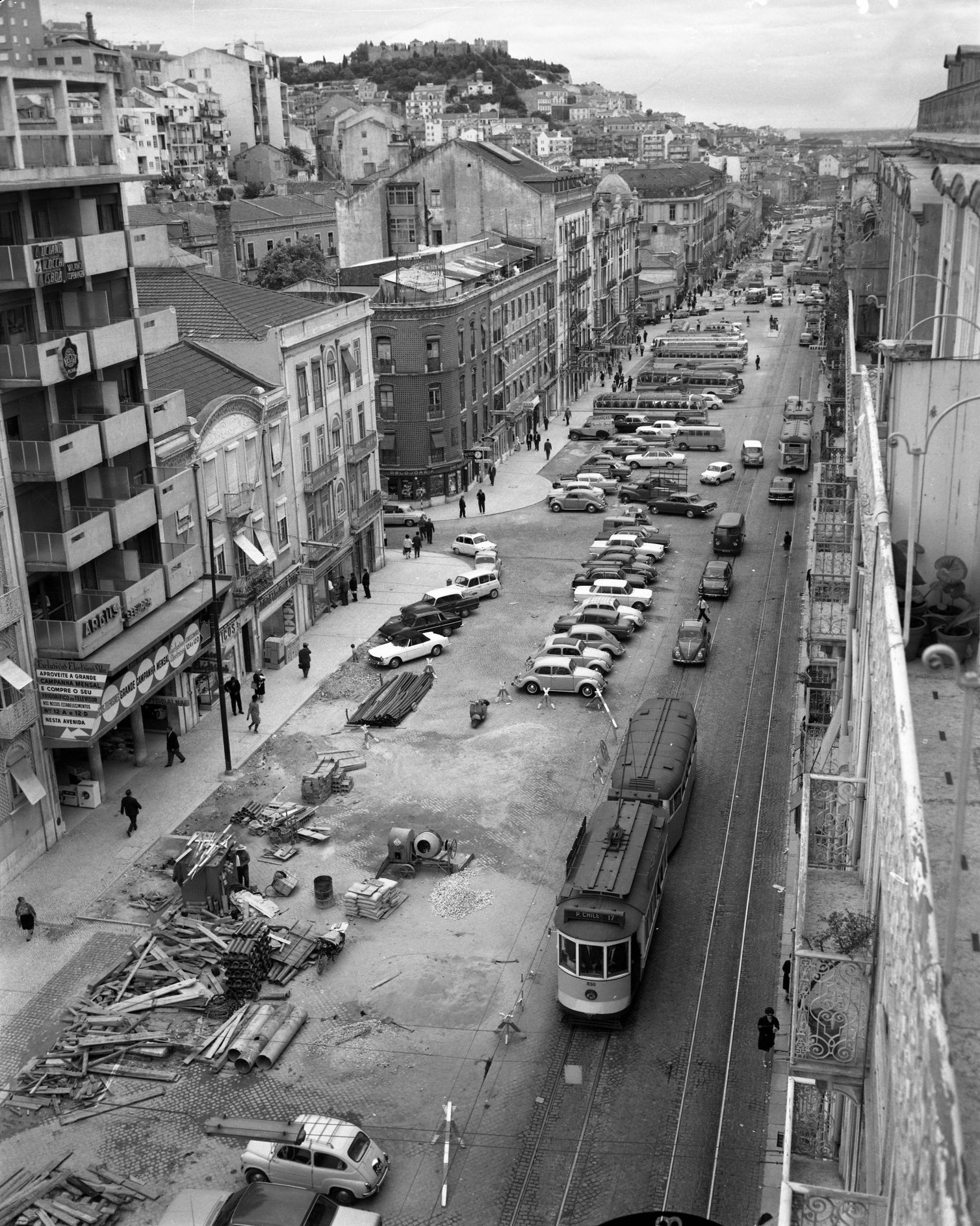
Obras de construção da ' em 1966 na Avenida Almirante Reis.

## História
A primeira estação pertencente ao que viria a ser esta linha, Rossio, foi inaugurada em 1963, na altura em sequência ao anterior terminal, Restauradores. Até 1988, rede do Metropolitano de Lisboa viria a ser sucessivamente prolongada apenas nesta extremidade, tendo tido como terminais as estações Anjos (1966-1972) e Alvalade (1972-1993).
Na fase inicial do projeto de prolongamentos e desconexão da Rotunda (PER I), a “nova” linha (Campo Grande) - Alvalade - Rossio - (Cais do Sodré) era identificada nos planos (não no terreno) com a letra "C" (que se manteve, ainda que não em uso corrente) e a cor azul.
Em 1993 foi construído o troço Alvalade - Campo Grande. Em 1998 foi concluída a estação-interface da Baixa-Chiado, permitindo a eliminação do túnel Restauradores-Rossio, sendo o troço Rossio - Campo Grande desconectado da Linha Azul, dando origem, juntamente com as estações Baixa-Chiado e Cais do Sodré, à Linha Verde. Em 2002 foi prolongada desde Campo Grande até Telheiras.

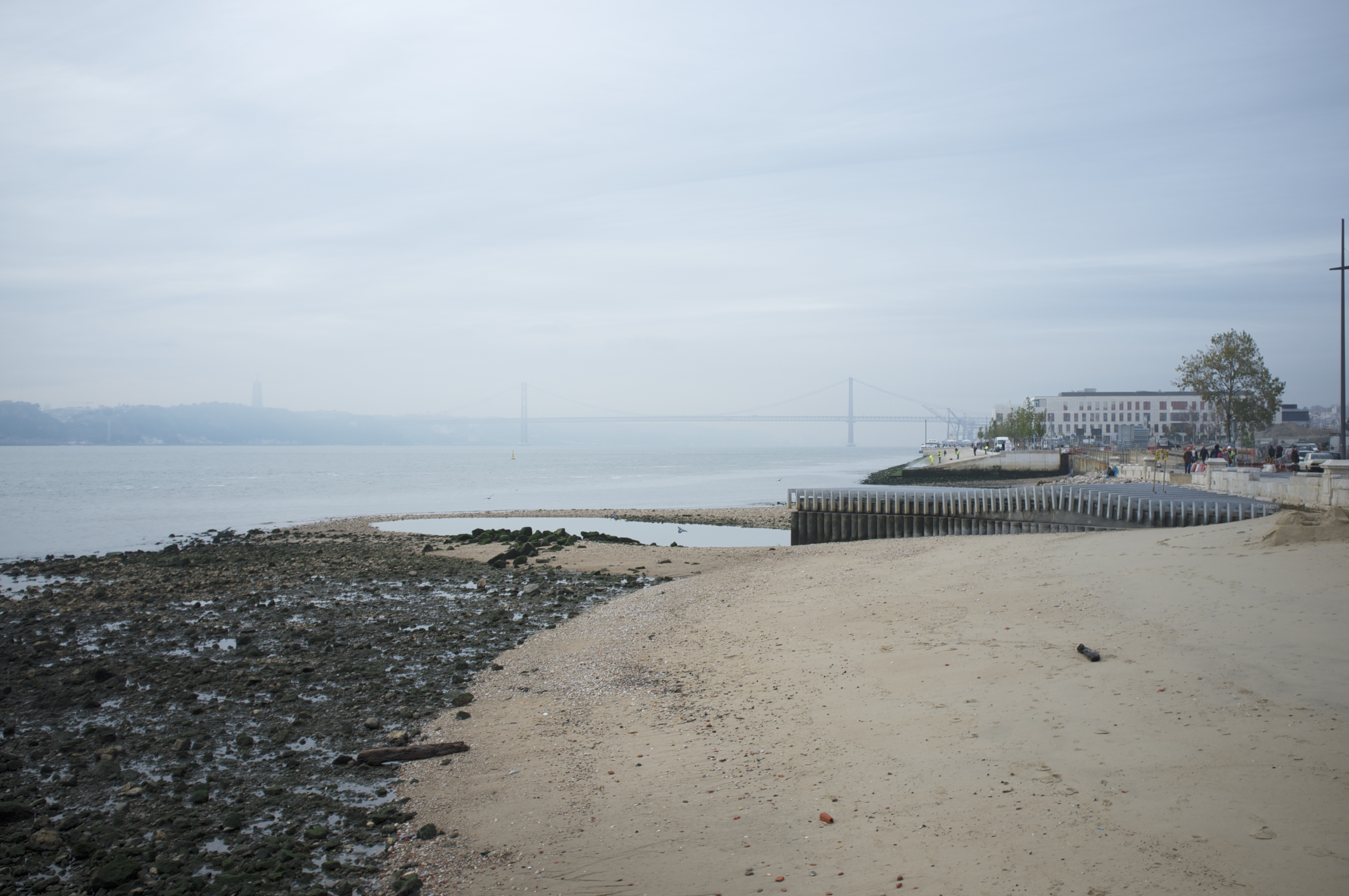
Aspeto à superfície do estaleiro das obras de construção do troço -, ainda sem acabamentos em 2013.

A Linha Verde contava com a particularidade de ser a única da rede na qual circulavam comboios com apenas quatro carruagens. Isto devia-se às limitações de espaço das plataformas das estações Arroios e Areeiro.
No dia 19 de julho de 2017 a estação Arroios encerrou para obras gerais de reabilitação e expansão, um projeto que se previa concluído inicialmente até 2019. Como consequência deste encerramento, a Linha Verde passou a acolher também comboios de 6 carruagens.
Durante o ano de 2023 efetuaram-se suspensões temporárias de serviço nesta linha de forma a proceder à integração dos novos viadutos construídos na zona poente da estação Campo Grande. Desta forma, a circulação entre as estações Campo Grande e Telheiras foi suspensa entre os dias 15 de abril e 26 de abril e entre os dias 2 de maio e 7 de julho. De 2 de maio a 11 de junho a circulação passou a ser efetuada com comboios de apenas 3 carruagens. A partir do dia 12 de junho a circulação voltou a ser assegurada com comboios de 6 carruagens. No dia 7 de julho a circulação entre as estações Alvalade e Campo Grande foi interrompida a partir das 21h00 e no dia 8 de julho a circulação em toda a linha só se iniciou às 12h00 de forma a permitir a finalização dos trabalhos de reintegração do troço entre as estações Campo Grande e Telheiras na operação comercial.
| Troço       | Cais do Sodré - Rossio | Rossio - Anjos         | Anjos - Alvalade    | Alvalade - Campo Grande | Campo Grande - Telheiras |
| ----------- | ---------------------- | ---------------------- | ------------------- | ----------------------- | ------------------------ |
| Inauguração | 18 de abril de 1998    | 28 de setembro de 1966 | 18 de junho de 1972 | 3 de abril de 1993      | 2 de novembro de 2002    |

## Expansão
Encontra-se em fase de construção desde 14 de abril de 2021 o prolongamento entre as estações Rato e Cais do Sodré, o qual inclui a construção das estações Estrela e Santos, e a intervenção nos viadutos na zona poente da estação Campo Grande e na própria estação. Estes trabalhos irão tornar a Linha Verde numa linha circular utilizando também troços da Linha Amarela, a qual deverá passar a terminar na estação Telheiras. Os trabalhos deverão ficar concluídos no segundo semestre de 2025.